# Първото дете
„Първото дете“ (на английски: First Kid) е американски комедиен филм от 1996 г. на режисьора Дейвид Мики Евънс, по сценарий на Тим Келехър, с участието на Синбад, Робърт Гийом, Тимъти Бюсфийлд и Брок Пиърс.
Филмът е заснет в Ричмънд, щата Вирджиния. Премиерата на филма е на 30 август 1996 г. в Съединените щати. Разпространен е от „Уолт Дисни Пикчърс“ за „Буена Виста Пикчърс“.